# Ácido N-acetilneuramínico
El ácido N-Acetilneuramínico (también denominado Neu5Ac o NANA) es el tipo de ácido siálico predominante que se encuentra en células humanas y muchas células de mamíferos. Es un monosacárido que se encuadra tanto en el grupo de los amino azúcares como en el de azúcares ácidos. 
La carga negativa de esta molécula es la responsable del tacto resbaladizo y lubricante de la saliva, así como de la capa de mucinas que recubre los diversos órganos del cuerpo. A pesar de su papel más conocido como señuelo para los patógenos, el NANA parece estar implicado y ser crucial en otros procesos como la distribución de los gangliósidos y otras estructuras en el cerebro, donde el NANA actúa como molécula mediadora.
El NANA, además de estar implicado en la prevención de infecciones (por medio del mucus asociado a las membranas mucosas de la boca, la nariz o el tracto respiratorio), actúa como receptor para el virus de la gripe, permitiendo su anclaje a las células mucosas (el paso previo a contraer la gripe).